# 玉栄丸爆発事故
玉栄丸爆発事故（たまえまるばくはつじこ）は、第二次世界大戦末期の1945年4月23日に鳥取県西伯郡境町大正町（現・境港市）で起きた爆発事故である。別名・玉栄丸事件。
なお、「玉栄丸」の名は地元では「ぎょくえいまる」と読まれるのが一般的であるが、「たまえまる」が正式な名である。

## 概要
1945年4月23日午前7時40分ごろ、鳥取県西伯郡境町（現・境港市）大正町の岸壁で爆薬の積み下ろし作業中であった徴用船・玉栄丸（尼崎汽船所属、1917年建造、937トン）が突然、爆発した。
爆発は岸壁近くの火薬倉庫にも引火、複数回の大爆発を誘発した。この爆発で生じた火災により、境町の市街地の3分の1が焼失。この事故による被害は死者115人、負傷者309人、家屋被害は全壊355戸、全焼76戸、倒壊焼失家屋431戸、被災人口1,790人にも上り、第二次世界大戦中の山陰地方で最大の火災となった。
玉栄丸の乗組員のほぼ全員が死亡し、軍による情報統制が行われたため、戦後の長い間原因不明とされてきた。一説に謀略ではないかとの見方も存在したが、上等兵による煙草の火の不始末が原因であるという証言（調査結果）も出てきている。

## 戦後の関係年表
境港市では第二次世界大戦終結後、毎年、事故の発生した4月23日に慰霊献花式を行っている。
- 1965年 - 20周年追悼式。慰霊碑が建立された。
- 1982年 - 事故の詳細がまとめられた『鳥取県の戦災記録』が刊行された。
- 1995年 - 『玉栄丸追悼五十周年誌』が刊行された。
- 2000年 - 被災前の玉栄丸の写真が神戸市にある資料館に展示されていることが確認される。
- 2015年9月21日 - 秋篠宮佳子内親王が慰霊碑を訪問し、献花を行った[4]。